# كاتدرائية المسيح المخلص

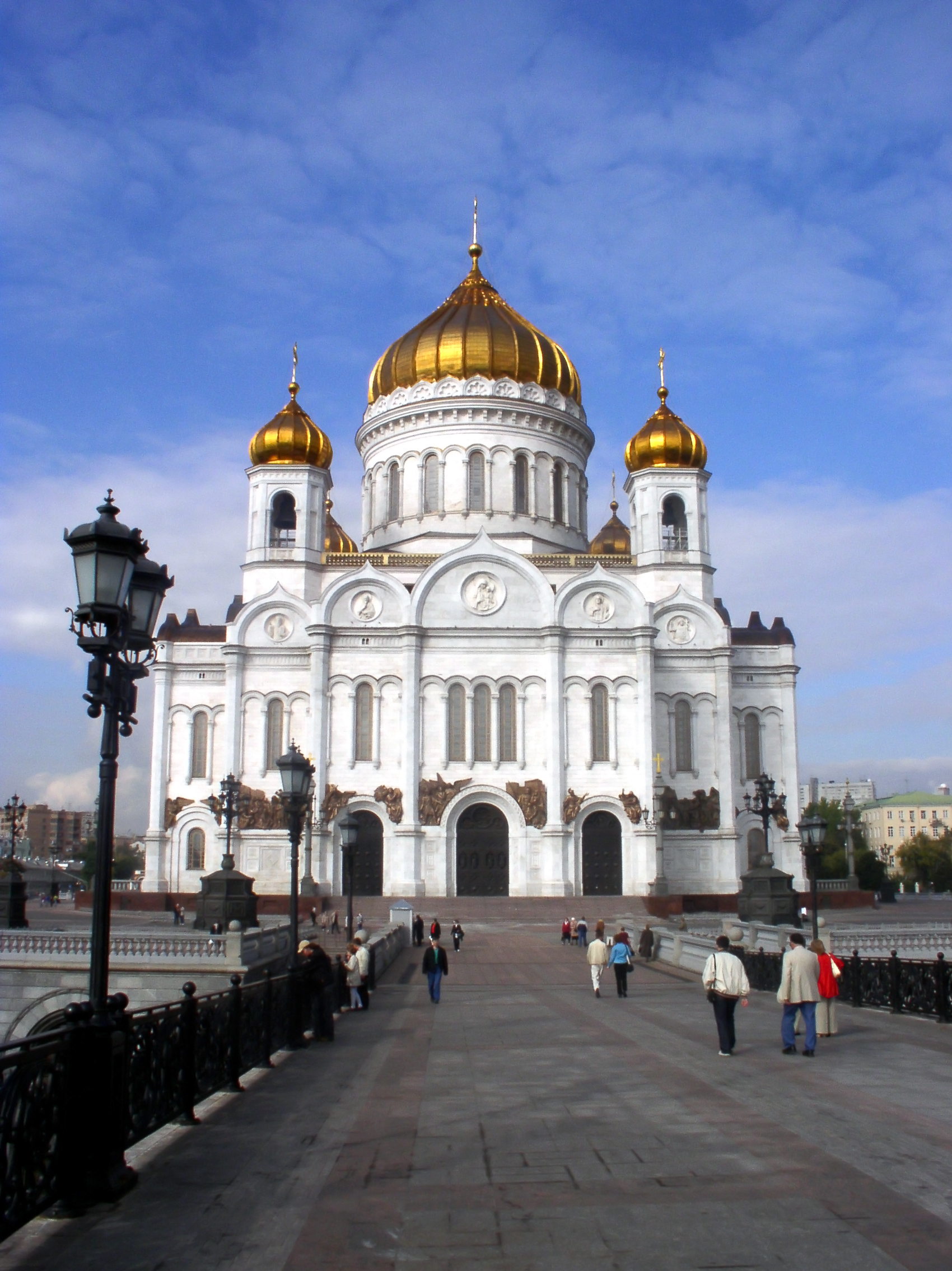
كاتدرائية المسيح المخلص.

كاتدرائية المسيح المخلص هي كاتدرائية تقع في موسكو على الضفة اليسرى من موسكفا-ريكا. ومع ارتفاع كلي يصل لحوالي 103 مترا (338 قدم)، تعد الكاتدرائية أطول كنيسة أرثوذكسية شرقية في العالم.

## التاريخ
في 25 ديسمبر عام 1812 وقع القيصر الكسندر الأول على بيان معلنا عزمه على بناء كاتدرائية المسيح المخلص، للدلالة على الامتنان للعناية الالهية لإنقاذ روسيا من العذاب وكنصب تذكاري لتضحيات الشعب الروسي، عندما غادر آخر جنود نابليون موسكو. انتهت اللمسات الأولى على المشروع المعماري على يد الكسندر فيلتبرغ، بدعم من الكسندر الأول في عام 1817. و بدأ بناء العمل على تلال سوبارو لكن الموقع لم يكن آمنا، لذى كلف المهندس المعماري كونستانتين ثون لإنشاء تصميم جديًد. تمت الموافقة على التصميم البيزنطي الجديد لثون في عام 1832، واختار القيصر موقع جديد أقرب إلى الكرملين في 1837. لم يوضع حجر الزاوية حتى 1839 حيث نقلت الدير والكنيسة. استغرق بناء الكاتدرائية سنوات عديدة ولم تظهر الأساسات حتى عام 1860.
في 5 ديسمبر 1931، و بأمر من وزير ستالين كاغانوفيتش تم تدمير كاتدرائية المسيح المخلص بالديناميت وتحولت إلى أنقاض. مع نهاية الحقبة السوفييتية، حصلت الكنيسة الأرثوذكسية الروسية على إذن بإعادة بناء كاتدرائية المسيح المخلص في فبراير 1990 فتم وضع حجر الزاوية قبل نهاية العام، وبدأت إعادة إعمار الكاتدرائية عام 1994.